# Лісогірка (Хмільницький район)
Лісогірка — село в Україні, у Хмільницькому районі Вінницької області. Населення становить 150 осіб.

## Історія
Стара назва Мазепинці, у складі Терешпільської волості.
З 7 березня 1923 у складі Терешпільського району.
17 червня 1925 після ліквідації Терешпільського району перейшло до складу Уланівського району.
7 червня 1946 перейменоване на Лісогірку.
30 грудня 1962 Уланівський район ліквідований з віднесенням території до Хмільницького району.